# 近岩梅虎耳草
近岩梅虎耳草（学名：Saxifraga caveana）为虎耳草科虎耳草属下的一个种。主要分布于中国西藏。生于海拔4 500-4600米的高山草甸。

## 特征
多年生草本，高2.5-4.4厘米，丛生。
茎被黑褐色腺毛，除具1苞片外，无茎生叶。
基生叶具柄，叶片长圆形至卵形，长4-6毫米，宽1.1-3.4毫米，先端钝状急尖，基部楔状圆形，无毛，叶柄扩大呈鞘状，长6-8毫米，下部宽1.2-2毫米，边缘具褐色卷曲长腺毛。
花单生于茎顶；花梗被黑褐色腺毛；托杯基部囊状；萼片在花期开展至反曲，近椭圆形，长4.6-5毫米，宽2.7-2.8毫米，先端稍钝，腹面无毛，背面和边缘具黑褐色腺毛，5脉于先端半汇合；花瓣黄色，椭圆形至倒卵状椭圆形，长约9.5毫米，宽约-6.1毫米，先端微凹，基部狭缩成长0.8-1毫米之爪，6脉，无痴体；雄蕊长5-6毫米，花丝钻形；子房近上位，近圆球形，径长约4.5毫米，花柱2，长约1.3毫米。花期7-8月。

## 扩展阅读
- 維基物種上的相關：近岩梅虎耳草